# Dasyprocta punctata
L'aguti dell'America centrale (Dasyprocta punctata J. E. Gray, 1842) è un roditore presente nella maggior parte dell'America centrale dal Messico meridionale alle regioni settentrionali dell'America del Sud in Colombia, Venezuela ed Ecuador.

## Descrizione
L'aguti dell'America centrale presenta una lunghezza testa-corpo che varia tra 48,0 e 60,0 centimetri e un peso che oscilla tra i 3,2 e i 4,2 chilogrammi. L'orecchio misura 36-37 millimetri, il piede posteriore 120-156 millimetri e la coda 20-55 millimetri. La colorazione varia a seconda delle regioni, ma si possono riconoscere a grande linee due forme differenti: le popolazioni lungo la costa del Pacifico dal Messico alla Colombia sono di colore bruno-rossastro caldo, con il dorso giallo-brunastro o grigio-giallastro; il posteriore è giallo-brunastro uniforme con sottili strisce scure. Al contrario, le popolazioni della costa atlantica di Costa Rica, Panama e Colombia hanno la parte anteriore del corpo da marrone scuro a nero con screziature color sabbia chiaro o marrone oliva. Il collo e la parte posteriore della testa sono spesso molto scuri. La parte centrale del corpo è più chiara, con peli che presentano bande arancioni, e il groppone è di nuovo scuro, con lunghi peli dalla punta gialla o bianca.

## Distribuzione e habitat
L'areale dell'aguti dell'America centrale si estende dal Messico meridionale (Chiapas meridionale, Tabasco e penisola dello Yucatán) attraverso l'intera area dell'America centrale fino alla Colombia settentrionale e occidentale, isola di Gorgona compresa, al Venezuela occidentale e all'Ecuador nord-occidentale fino alla provincia del Guayas.
Intorno al 1900 la specie è stata introdotta anche nelle isole Cayman.

## Biologia
L'aguti dell'America centrale vive in habitat boschivi aperti, principalmente in aree forestali secondarie, ma anche nelle foreste pluviali di alta quota o in giardini e piantagioni. Si può incontrare fino ad un'altitudine di circa 1500 metri in America del Sud e di circa 2400 metri in America centrale. La sua presenza è strettamente correlata all'acqua e spesso può essere visto lungo le rive di fiumi o laghi. Trova rifugio in cataste di legna, mucchi di calcare o sotto ceppi d'albero e nascondigli simili. Ha abitudini diurne ed è attivo soprattutto la mattina dopo l'alba e la sera all'imbrunire. Meno frequentemente può essere attivo anche dopo il tramonto. Quando si sente minacciato, batte i piedi per terra ed emette una serie di richiami di allarme, ciascuno composto da diversi grugniti e un latrato finale.
Di norma vive in coppia o in gruppi familiari che condividono un proprio territorio. Maschi e femmine si spostano autonomamente nel loro territorio. Lo spazio vitale varia da 1,6 a 2,4 ettari per i maschi e da 1,3 a 2,0 ettari per le femmine.

### Alimentazione

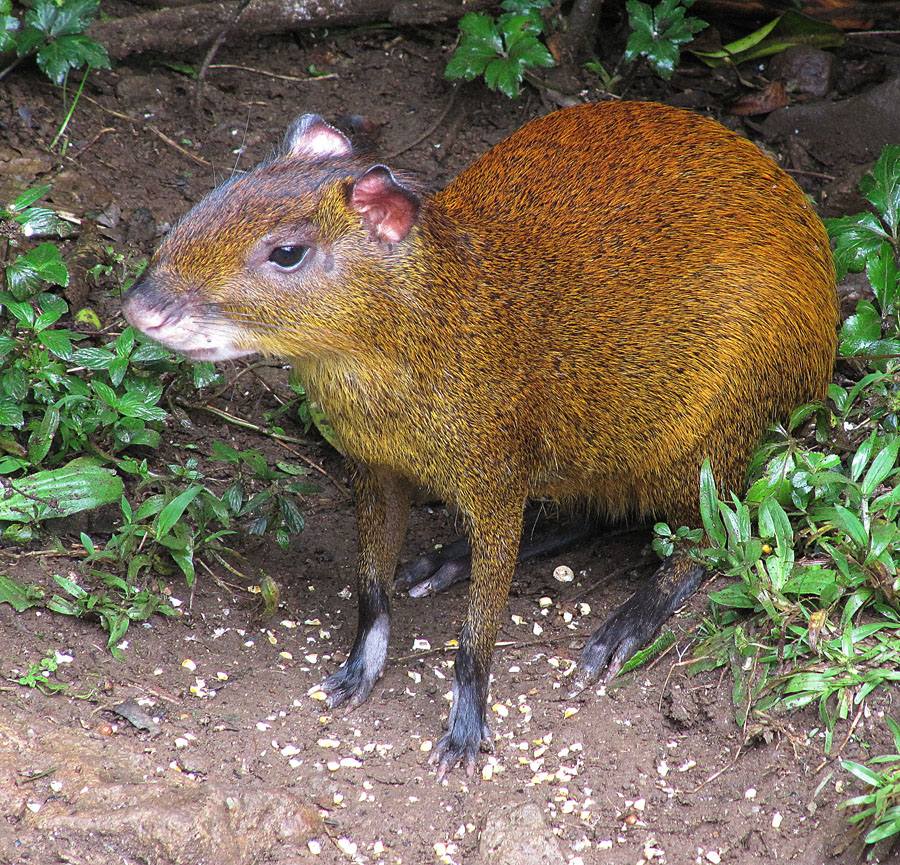
Aguti dell'America centrale.

Questi animali, come le altre specie del genere, sono erbivori e si nutrono di parti delle piante disponibili, come frutti, semi e germogli. Integrano la dieta con fiori, funghi e insetti. Rivestono una particolare importanza come distributori di semi e quindi come sostenitori della distribuzione di alberi come Dipteryx oleifera e varie specie dei generi Persea e Attalea. Quando il cibo è abbondante, infatti, tendono a seppellire i semi di queste specie vegetali come riserva.

### Riproduzione
Gli aguti dell'America centrale sono monogami. Possono riprodursi in qualsiasi periodo dell'anno, ma la maggior parte dei piccoli nasce tra maggio e luglio, quando c'è maggiore abbondanza di cibo. La femmina può partorire due volte all'anno: l'intervallo minimo tra due cucciolate è di circa 127 giorni e il periodo di gestazione è di 104-120 giorni. Normalmente una cucciolata è composta da uno o due piccoli, più raramente tre o quattro (riscontrati solo in cattività). I piccoli vivono in una galleria scavata appositamente per loro, nella quale la madre non entra mai, vivendo nel suo rifugio. Li chiama per allattarli e prendersene cura e quando crescono li porta in rifugi più grandi.

## Tassonomia
L'aguti dell'America centrale viene classificato come una specie distinta all'interno del genere degli aguti (Dasyprocta), che consiste di più di dieci specie conosciute. Esso è stato descritto per la prima volta dallo zoologo britannico John Edward Gray nel 1842 a partire da individui provenienti dal «Sudamerica»; la località tipo venne individuata nel 1946 da G. G. Goodwin e ristretta a El Realejo in Nicaragua.
Attualmente la specie è considerata monotipica, ma le differenze regionali nella colorazione potrebbero indicare l'esistenza di potenziali sottospecie. Handbook of the Mammals of the World indica di conseguenza le potenziali sottospecie D. p. colombiana, D. p. chocoensis e D. p. pandora, così come Dasyprocta isthmica, descritta come specie indipendente da Edward R. Alston nel 1876, come sinonimi. Al contrario, Wilson e Reeder (2005) distinguono 19 sottospecie.

## Conservazione
L'aguti dell'America centrale viene classificato dall'Unione internazionale per la conservazione della natura (IUCN) come «specie a rischio minimo» (Least Concern). Tale valutazione trova giustificazione nell'ampia estensione dell'areale e nel presunto grande numero di esemplari. È una preda ricercata ed è molto cacciato per la sua carne. Pertanto, anche in aree caratterizzate da un habitat adatto, le popolazioni si sono ridotte fortemente. Nella parte settentrionale dell'areale esso è anche minacciato dalla perdita dell'habitat a causa della conversione delle foreste in aree da pascolo.